# Розе, Вольфганг
Во́льфганг Розе́ (нем. Wolfgang Rosé; 10 апреля 1902, Веймар — 6 сентября 1977, Бад-Тацмансдорф) — немецкий пианист и музыкальный педагог.

## Биография
Родился 10 апреля 1902 года в Веймаре, в еврейской семье. Сын Эдуарда Розе, племянник Густава Малера и Арнольда Розе.
Учился в Веймарской школе музыки у Бруно Хинце-Райнхольда, затем в Берлине у Вальтера Гизекинга и Артура Шнабеля. Выступал как солист в различных городах Германии. С приходом к власти нацистского режима вплоть до 1939 года концертировал в программах Еврейского культурного союза, аккомпанировал певцу Вильгельму Гутману, участвовал в лекциях-концертах Аннелизы Ландау. С 1936 года преподавал в Еврейской музыкальной школе Холлендеров, выделенной нацистами из состава Консерватории Штерна.
В 1941 году с помощью своего двоюродного брата Альфреда Розе сумел эмигрировать из нацистской Германии и добрался до США. В 1944 году дал первый сольный концерт в Нью-Йорке в Ратуше. В апреле 1945 года он дал фортепианный концерт с произведениями Людвига ван Бетховена, Франца Шуберта, Феликса Мендельсона Бартольди в «Женском клубе миссис Франк Т. Острандер». В дальнейшем выступал, главным образом, как аккомпаниатор, работая вместе со скрипачами Джулианом Олевским и Мишей Эльманом, певцом Александром Кипнисом. После 1961 года сосредоточился на преподавательской работе; среди его учеников Мишель Блок и Джеймс Мэтис.
Умер 6 сентября 1977 года во время отпуска в Бад-Тацмансдорфе в Австрии. После него осталась его жена Али.